# Direcció general d'Infraestructura
La Direcció general d'Infraestructura (DIGENIN) és un òrgan directiu d'Espanya que depèn de la Secretaria d'Estat de Defensa (SEDEF), del Ministeri de Defensa.

## Estructura
De la Direcció general depenen els següents òrgans:
- La Subdirecció General de Planificació i Medi ambient.
- La Subdirecció General de Patrimoni.
- La Subdirecció General de Projectes i Obres.

## Director
- Jose Francisco Pérez-Ojeda i Pérez (2018-)[1]
- Eduardo Zamarripa Martínez (2012-2018)[2]
- Mónica Melle Hernández (2009-2012)
- Jaime Jesús Denís Zambrana (2007-2009)
- Julián Sánchez Pingarrón (2006-2007)
- Joan Mesquida Ferrando (2004-2006)
- Pedro Llorente Cachorro (2001-2004)
- Leonardo Larios Aracama (1998-2001)
- Guillermo Llamas Ramos (1991-1998)
- Alberto Valdivielso Cañas (1988-1991)
- Valentín Barriga Díaz (1984-1988)

## Funcions
La Direcció general d'Infraestructura és l'òrgan directiu al que li correspon la planificació i desenvolupament de les polítiques d'infraestructura, mediambiental i energètica del Departament, així com la supervisió i adreça de la seva execució. A aquests efectes, depenen funcionalment d'aquesta direcció general els òrgans competents en les citades matèries de les Forces Armades i dels organismes autònoms del Departament.
En concret, li corresponen les següents funcions:
- Dirigir l'ordenació territorial de la infraestructura del Departament.
- Proposar, definir i implementar les polítiques d'infraestructura mitjançant plans i programes, efectuant el seguiment de la seva execució.
- Realitzar el seguiment dels programes i projectes internacionals en matèria d'infraestructura, en coordinació amb la Direcció general de Política de Defensa, la Direcció general d'Afers Econòmics i amb el Estat Major Conjunt en el que afecta a la participació nacional als Programes d'Inversions en Seguretat de l'OTAN (NSIP).
- Proposar, definir i desenvolupar la política mediambiental del Departament i dirigir i supervisar la seva execució.
- Proposar, definir i desenvolupar la política energètica del Departament i dirigir i supervisar la seva execució.
- Participar i realitzar el seguiment de programes i projectes nacionals i internacionals en matèria de medi ambient i eficiència energètica en coordinació, quan correspongui, amb la Direcció general de Política de Defensa.
- Dirigir la gestió dels béns i drets immobiliaris afectes al Ministeri de Defensa, portar el seu inventari, gestionant les seves adquisicions, expropiacions i arrendaments.
- Exercir les competències en relació amb les servituds aeronàutiques i amb les zones d'interès per a la defensa nacional, de seguretat de les instal·lacions i d'accés restringit a la propietat per part d'estrangers.
- Redactar i dirigir l'execució dels projectes d'infraestructura de l'Òrgan Central i recolzar en el mateix sentit a les Casernes Generals.
- Supervisar tots els projectes d'infraestructura del Departament.
- Elaborar la tipificació en matèria d'infraestructura.